# Radosława Mawrodiewa
Radosława Mawrodiewa (bułg. Радослава Мавродиева ur. 13 marca 1987 w Sliwenie) – bułgarska lekkoatletka specjalizująca się w pchnięciu kulą.
Zadebiutowała w 2004, zajmując 6. miejsce na mistrzostwach świata juniorów w Grosseto, a rok później była piąta na juniorskim czempionacie Europy. Szósta zawodniczka mistrzostw Europy w Helsinkach (2012). Dwa lata później zajęła 12. miejsce podczas europejskiego czempionatu w Zurychu. Brązowa medalistka halowych mistrzostw Europy w Pradze (2015). Szósta zawodniczka halowych mistrzostw świata w Portland (2016) i uczestniczka mistrzostw Europy w Amsterdamie w tym samym roku. W 2017 została halową wicemistrzynią Europy.
Dwukrotna uczestniczka mistrzostw świata – zarówno w 2011, jak i w 2013 nie udało jej się awansować do finału. W 2012 reprezentowała Bułgarię na igrzyskach olimpijskich w Londynie – po trzech nieudanych próbach w eliminacjach została nieklasyfikowana.
Złota medalistka mistrzostw Bułgarii oraz mistrzostw krajów bałkańskich na stadionie i w hali. Reprezentantka kraju w pucharze Europy i na drużynowych mistrzostwach Europy.
Rekordy życiowe: stadion – 18,95 (20 lipca 2018, Stara Zagora); hala – 19,12 (3 marca 2019, Glasgow).

## Osiągnięcia
| Rok  | Impreza                                | Miejsce               | Lokata            | Wynik |
| ---- | -------------------------------------- | --------------------- | ----------------- | ----- |
| 2004 | Mistrzostwa świata juniorów            | Grosseto              | 6. miejsce        | 15,79 |
| 2005 | I liga pucharu Europy                  | Leiria                | 5. miejsce        | 15,20 |
| 2005 | Mistrzostwa Europy juniorów            | Kowno                 | 5. miejsce        | 15,72 |
| 2010 | III liga drużynowych mistrzostw Europy | Marsa                 | 2. miejsce        | 16,78 |
| 2010 | Mistrzostwa Europy                     | Barcelona             | el. – 18. miejsce | 15,58 |
| 2011 | Halowe mistrzostwa Europy              | Paryż                 | el. – 12. miejsce | 15,24 |
| 2011 | Zimowy puchar Europy w rzutach         | Sofia                 | 6. miejsce        | 16,79 |
| 2011 | II liga drużynowych mistrzostw Europy  | Nowy Sad              | 2. miejsce        | 16,25 |
| 2011 | Mistrzostwa świata                     | Daegu                 | el. – 25. miejsce | 15,76 |
| 2012 | Halowe mistrzostwa świata              | Stambuł               | el. –             | NM    |
| 2012 | Zimowy puchar Europy w rzutach         | Bar                   | 15. miejsce       | 15,58 |
| 2012 | Mistrzostwa Europy                     | Helsinki              | 6. miejsce        | 18,14 |
| 2012 | Igrzyska olimpijskie                   | Londyn                | el. –             | NM    |
| 2013 | Halowe mistrzostwa Europy              | Göteborg              | el. – 10. miejsce | 17,32 |
| 2013 | Zimowy puchar Europy w rzutach         | Castellón de la Plana | 4. miejsce        | 17,40 |
| 2013 | I liga drużynowych mistrzostw Europy   | Dublin                | 1. miejsce        | 18,36 |
| 2013 | Mistrzostwa świata                     | Moskwa                | el. – 19. miejsce | 17,34 |
| 2014 | Halowe mistrzostwa świata              | Sopot                 | el. – 17. miejsce | 16,48 |
| 2014 | Zimowy puchar Europy w rzutach         | Leiria                | 11. miejsce       | 16,22 |
| 2014 | II liga drużynowych mistrzostw Europy  | Ryga                  | 1. miejsce        | 17,80 |
| 2014 | Mistrzostwa Europy                     | Zurych                | 12. miejsce       | 16,98 |
| 2015 | Halowe mistrzostwa Europy              | Praga                 | 3. miejsce        | 17,83 |
| 2015 | Zimowy puchar Europy w rzutach         | Leiria                | 4. miejsce        | 17,17 |
| 2015 | II liga drużynowych mistrzostw Europy  | Stara Zagora          | 2. miejsce        | 17,84 |
| 2016 | Halowe mistrzostwa świata              | Portland              | 6. miejsce        | 18,00 |
| 2016 | Mistrzostwa Europy                     | Amsterdam             | 5. miejsce        | 18,10 |
| 2016 | Igrzyska olimpijskie                   | Rio de Janeiro        | el. – 21. miejsce | 17,20 |
| 2017 | Halowe mistrzostwa Europy              | Belgrad               | 2. miejsce        | 18,36 |
| 2017 | Mistrzostwa świata                     | Londyn                | el. – 21. miejsce | 16,99 |
| 2018 | Halowe mistrzostwa świata              | Birmingham            | 15. miejsce       | 16,33 |
| 2018 | Mistrzostwa Europy                     | Berlin                | 6. miejsce        | 18,03 |
| 2019 | Halowe mistrzostwa Europy              | Glasgow               | 1. miejsce        | 19,12 |